# Jonathan Schmid (football)
Pour les articles homonymes, voir Jonathan Schmid et Schmid.
Jonathan Schmid, né le 22 juin 1990 à Strasbourg, est un footballeur français jouant au poste de milieu de terrain ou défenseur au FC Progrès Niederkorn.

## Biographie

### Enfance et carrière amateure
La mère de Jonathan Schmid est alsacienne avec des racines algériennes, le père est autrichien. Il a grandi dans le quartier de Neuhof. Il fait ses classes au CS Neuhof avant d'être repéré par le Racing Club de Strasbourg, dont il se fait renvoyer à l'âge de 15 ans. Il joue ensuite à Schiltigheim puis à Bischheim. En janvier 2008, Schmid s'engage à la jeunesse du club de D6, Offenburg de l'autre coté de la frontière. Il est ensuite repéré par Christian Streich, alors entraîneur des jeunes du SC Fribourg, qui le fait venir dans son club en été 2008.

### Carrière professionnelle
Il joue son premier match en Bundesliga le 22 janvier 2011 contre Nuremberg et la saison suivante il marque son premier but en Bundesliga le 5 février 2012 à la 70e contre le Werder Brême. Il devient par la suite un titulaire au sein de l'équipe. Lors de la saison 2012-2013, il inscrit 11 buts et délivre 4 passes décisives. Son club termine à la 5e place, meilleur classement obtenu depuis la remontée du club en 2009. La saison suivante il inscrit 4 buts et délivre 8 passes décisives. Son club termine à la 14e place. Jonathan Schmid a également été l'un des joueurs réguliers lors de sa dernière saison à Fribourg-en-Brisgau, où il a disputé 32 matches dans la formation de départ. Il a réussi onze passes décisives et quatre buts, mais le SC Freiburg a été relégué de la Bundesliga après avoir perdu 1-2 lors du match à l'extérieur contre Hanovre 96 lors de la dernière journée.
En 2015, le SC Fribourg est relégué, Schmid rejoint le TSG 1899 Hoffenheim en fin de saison et signe un contrat jusqu'en 2019. Il inscrit son premier but avec Hoffenheim le 18 septembre 2015 contre Mayence à l'occasion de la 5e journée de Bundesliga. Une semaine plus tard, il inscrit un nouveau but, à Augsbourg cette fois-ci. Ce but sur une passe de Kevin Volland permet à son équipe de remporter son premier match de championnat au bout de la 7e journée. À Hoffenheim, Schmid a longtemps été un titulaire, mais après la démission de l'entraîneur Huub Stevens et la prise de fonction de Julian Nagelsmann comme entraîneur principal, Jonathan Schmid a perdu sa place de titulaire.

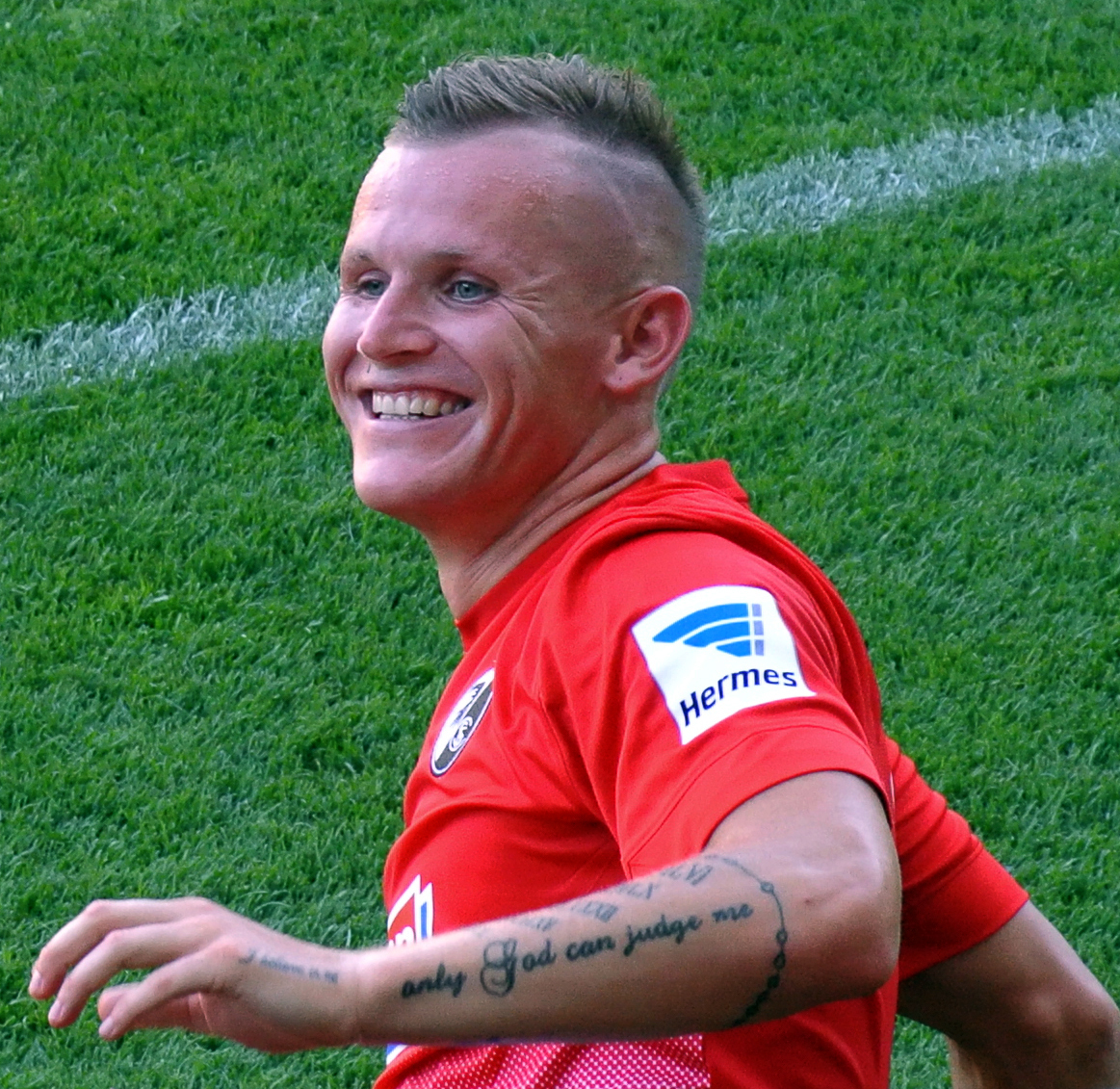
Jonathan Schmid après la victoire du SC Fribourg contre l'Athletic Bilbao en 2013

Schmid est transféré au FC Augsbourg en août 2016. Schmid a signé avec les Souabes bavarois un contrat jusqu'en 2020. Pendant ses trois années à Augsbourg, Jonathan Schmid a longtemps fait partie des titulaires.
Pour la saison 2019-2020, Schmid retourne au SC Fribourg.
Libre de tout contrat à l'été 2023 après avoir quitté Fribourg, il quitte l'Allemagne pour rejoindre l'Autriche et le SC Austria Lustenau, en Bundesliga, le 4 septembre 2023.

## Statistiques
| Saison                | Club                  | Championnat           | Championnat | Championnat | Championnat | Coupe(s) nationale(s) | Coupe(s) nationale(s) | Coupe(s) nationale(s) | Compétition(s) continentale(s) | Compétition(s) continentale(s) | Compétition(s) continentale(s) | Compétition(s) continentale(s) | Total | Total | Total |
| Saison                | Club                  | Division              | M.          | B.          | P.d.        | M.                    | B.                    | P.d.                  | Comp.                          | M.                             | B.                             | P.d.                           | M.    | B.    | P.d.  |
| 2009-2010             | SC Fribourg II        | Regionalliga Süd      | 18          | 0           | 0           | -                     | -                     | -                     | -                              | -                              | -                              | -                              | 18    | 0     | 0     |
| 2010-2011             | SC Fribourg II        | Regionalliga Süd      | 31          | 8           | 7           | -                     | -                     | -                     | -                              | -                              | -                              | -                              | 31    | 8     | 7     |
| 2011-2012             | SC Fribourg II        | Regionalliga Süd      | 12          | 4           | 5           | -                     | -                     | -                     | -                              | -                              | -                              | -                              | 12    | 4     | 5     |
| 2021-2022             | SC Fribourg II        | 3. Liga               | 1           | 0           | 0           | -                     | -                     | -                     | -                              | -                              | -                              | -                              | 1     | 0     | 0     |
| 2022-2023             | SC Fribourg II        | 3. Liga               | 1           | 2           | 0           | -                     | -                     | -                     | -                              | -                              | -                              | -                              | 1     | 2     | 0     |
| Sous-total            | Sous-total            | Sous-total            | 63          | 14          | 12          | -                     | -                     | -                     | -                              | -                              | -                              | -                              | 63    | 14    | 12    |
| 2010-2011             | SC Fribourg           | Bundesliga            | 1           | 0           | 0           | -                     | -                     | -                     | -                              | -                              | -                              | -                              | 1     | 0     | 0     |
| 2011-2012             | SC Fribourg           | Bundesliga            | 22          | 1           | 1           | -                     | -                     | -                     | -                              | -                              | -                              | -                              | 22    | 1     | 1     |
| 2012-2013             | SC Fribourg           | Bundesliga            | 33          | 11          | 4           | 5                     | 1                     | 0                     | -                              | -                              | -                              | -                              | 38    | 12    | 4     |
| 2013-2014             | SC Fribourg           | Bundesliga            | 29          | 4           | 8           | 2                     | 0                     | 3                     | C3                             | 2                              | 0                              | 1                              | 33    | 4     | 12    |
| 2014-2015             | SC Fribourg           | Bundesliga            | 33          | 4           | 8           | 4                     | 1                     | 0                     | -                              | -                              | -                              | -                              | 37    | 5     | 8     |
| Sous-total            | Sous-total            | Sous-total            | 118         | 20          | 21          | 11                    | 2                     | 3                     | -                              | 2                              | 0                              | 1                              | 131   | 22    | 25    |
| 2015-2016             | TSG Hoffenheim        | Bundesliga            | 23          | 4           | 0           | 1                     | 0                     | 0                     | -                              | -                              | -                              | -                              | 24    | 4     | 0     |
| 2016-2017             | FC Augsbourg          | Bundesliga            | 25          | 1           | 3           | 1                     | 0                     | 0                     | -                              | -                              | -                              | -                              | 26    | 1     | 3     |
| 2017-2018             | FC Augsbourg          | Bundesliga            | 25          | 0           | 0           | 1                     | 0                     | 0                     | -                              | -                              | -                              | -                              | 26    | 0     | 0     |
| 2018-2019             | FC Augsbourg          | Bundesliga            | 28          | 3           | 7           | 1                     | 0                     | 0                     | -                              | -                              | -                              | -                              | 29    | 3     | 7     |
| Sous-total            | Sous-total            | Sous-total            | 78          | 4           | 10          | 3                     | 0                     | 0                     | -                              | -                              | -                              | -                              | 81    | 4     | 10    |
| 2019-2020             | SC Fribourg           | Bundesliga            | 33          | 5           | 1           | 2                     | 0                     | 0                     | -                              | -                              | -                              | -                              | 35    | 5     | 1     |
| 2020-2021             | SC Fribourg           | Bundesliga            | 31          | 2           | 2           | 2                     | 1                     | 0                     | -                              | -                              | -                              | -                              | 33    | 3     | 2     |
| 2021-2022             | SC Fribourg           | Bundesliga            | 13          | 0           | 1           | 3                     | 1                     | 0                     | -                              | -                              | -                              | -                              | 16    | 1     | 1     |
| 2022-2023             | SC Fribourg           | Bundesliga            | 3           | 0           | 0           | -                     | -                     | 0                     | -                              | -                              | -                              | -                              | 3     | 0     | 0     |
| Sous-total            | Sous-total            | Sous-total            | 80          | 7           | 4           | 7                     | 2                     | 0                     | -                              | -                              | -                              | -                              | 87    | 9     | 4     |
| 2023-2024             | Austria Lustenau      | Bundesliga            | 9           | 0           | 0           | 2                     | 0                     | 0                     | -                              | -                              | -                              | -                              | 11    | 0     | 0     |
| 2024                  | FC Progrès Niederkorn | BGL Ligue             | 14          | 2           | 3           | 3                     | 1                     | 0                     | -                              | -                              | -                              | -                              | 17    | 3     | 3     |
| Total sur la carrière | Total sur la carrière | Total sur la carrière | 385         | 51          | 51          | 27                    | 5                     | 3                     | -                              | 2                              | 0                              | 1                              | 414   | 56    | 55    |